# Î̄
Î̄ (minuscule : î̄), appelé I accent circonflexe macron, est une lettre latine utilisée dans l’écriture du kayaw.
Il s’agit de la lettre I diacritée d’un accent circonflexe et d’un macron.

## Utilisation
L’i accent circonflexe macron est utilisé en kayaw, par exemple dans le mot î̄, « excrément ».
L’i accent circonflexe macron ‹ î̄ › est utilisé par certains auteurs pour transcrire la voyelle î extra longue dans les récitations du Coran.

## Représentations informatiques
Le I accent circonflexe macron peut être représenté avec les caractères Unicode suivants :
- précomposé (latin étendu-1, diacritiques) :

| formes    | représentations | chaînes de caractères | points de code | descriptions                                                    |
| --------- | --------------- | --------------------- | -------------- | --------------------------------------------------------------- |
| majuscule | Î̄               | Î◌̄                    | U+00CE U+0304  | lettre majuscule latine i accent circonflexe diacritique macron |
| minuscule | î̄               | î◌̄                    | U+00EE U+0304  | lettre minuscule latine i accent circonflexe diacritique macron |

- décomposé (latin de base, diacritiques) :

| forme     | représentation | chaîne de caractères | point de code        | description                                                                 |
| --------- | -------------- | -------------------- | -------------------- | --------------------------------------------------------------------------- |
| capitale  | Î̄              | I◌̂◌̄                  | U+0049 U+0302 U+0304 | lettre majuscule latine i diacritique accent circonflexe diacritique macron |
| minuscule | î̄              | i◌̂◌̄                  | U+0069 U+0302 U+0304 | lettre minuscule latine i diacritique accent circonflexe diacritique macron |